# Off the Record (film 1939)
Off the Record è un film drammatico statunitense del 1939 diretto da James Flood con Pat O'Brien, Joan Blondell e Bobby Jordan.

## Trama
I giornalisti Jane Morgan e Thomas "Breezy" Elliott inviano inavvertitamente Mickey al riformatorio dopo aver rivelato in un'inchiesta l'esistenza di un racket illegale di slot machine in cui il ragazzo era stato coinvolto dal fratello maggiore. Sentendosi in colpa, Jane convince Breezy che dovrebbero sposarsi per adottare Mickey e farlo uscire dal riformatorio. Al ragazzo viene offerto un lavoro di fotografo e quando il fratello cercherà di coinvolgerlo nuovamente nel crimine, sceglierà di rimanere onesto.

## Produzione
Il film, diretto da James Flood su una sceneggiatura di Niven Busch, Lawrence Kimble e Earl Baldwin e un soggetto di Saul Elkins e Sally Sandlin, fu prodotto da Sam Bischoff per la Warner Bros. e girato nei Warner Brothers Burbank Studios a Burbank, California, da fine agosto a metà ottobre 1938. I titoli di lavorazione furono  Unfit to Print e  Love Bites Man.

## Distribuzione
Il film fu distribuito negli Stati Uniti dal 21 gennaio 1939 al cinema dalla Warner Bros.
Altre distribuzioni:
- in Portogallo il 21 gennaio 1943 (Fora do Expediente)
- in Brasile (Fora do Expediente)
- nel Regno Unito (Unfit to Print)